# Gregorio Hernández

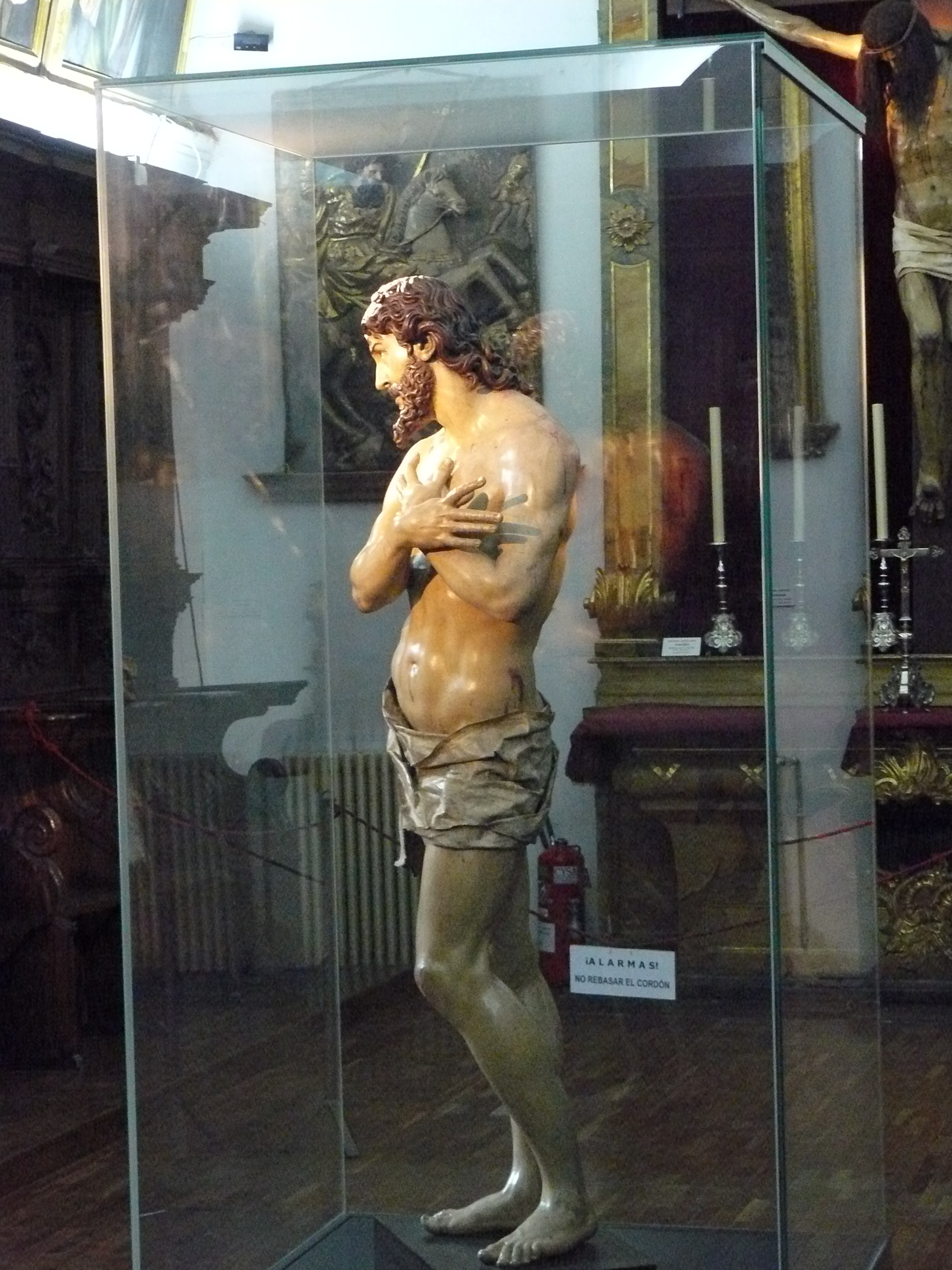
Ecce Homo, Katedralen. Valladolid

Gregorio Hernández, född 1576 i Sarria, död 22 februari 1636 i Valladolid, Spanien, var en spansk skulptör. Den spanska barockens förste store mästare.

## Biografi
Hernández' verk utmärks av en gripande uttrycksfullhet i polykroma, ibland förgyllda och ädelstensbehängda skulpturer med religiösa motiv. Han förenade den spanska naturalismen med den italienska renässansen.
Ett av hans mest kända verk, Pieta, finns på Valladolid museum, och har stor uttryckskraft i de spårade ansiktenas tecken på lidande och den uttrycksfulla gesten av vänster hand på axeln hos den döde Kristus.